# 齊爾曼 (馬里蘭州)
齊爾曼（英語：Zihlman）是位於美國馬里蘭州亞利加尼縣的一個普查規定居民點。

## 人口
根據2020年美國人口普查的數據，齊爾曼的面積為3.90平方千米，當中陸地面積為3.90平方千米，而水域面積為0.00平方千米。當地共有人口331人，而人口密度為每平方千米84.87人。